# Yves Giraud Cabantous
 Marius Aristide Yves Giraud-Cabantous  va ser un pilot de curses automobilístiques francès que va arribar a disputar curses de Fórmula 1.
Yves Giraud-Cabantous va néixer el 8 d'octubre del 1904 a Saint-Gaudens, França i va morir el 30 de març del 1973 a París.

## A la F1
Va participar en la primera cursa de la història de la Fórmula 1 disputada el 13 de maig del 1950, el GP de la Gran Bretanya, que formava part del campionat del món de la temporada 1950 de F1, de la que va disputar només dues proves.
Giraud-Cabantous va participar en un total de deu curses puntuables pel campionat de la F1, repartides en dues temporades a la F1, la dels anys 1950 i 1951.

## Resultats a la F1
| Any  | Equip       | Xassís      | Motor           | 1       | 2   | 3     | 4      | 5       | 6       | 7       | 8       | Posició | Punts |
| ---- | ----------- | ----------- | --------------- | ------- | --- | ----- | ------ | ------- | ------- | ------- | ------- | ------- | ----- |
| 1950 | Talbot-Lago | Talbot-Lago | Straight-6      | GBR 4   | MON | 500   | ITA    | SUI Ret | FRA 8   | BEL Ret |         | 14º     | 3     |
| 1951 | Talbot-Lago | Talbot-Lago | Straight-6      | SUI Ret | 500 | BEL 5 | FRA 7  | GBR     | ALE Ret | ITA 8   | ESP Ret | 18º     | 2     |
| 1952 | HW Motors   | HWM         | Alta Straight-4 | SUI     | 500 | BEL   | FRA 10 | GBR     | GER     | HOL     | ITA     | -       | 0     |

### Resum
| Curses: | Victòries: | Pòdiums: | Poles: | Voltes ràpides: | Punts: |
| ------- | ---------- | -------- | ------ | --------------- | ------ |
| 11      | 0          | 0        | 0      | 0               | 5      |